# مارک هاو
مارک هاو (انگلیسی: Mark Howe؛ زادهٔ ۲۸ مهٔ ۱۹۵۵) بازیکن هاکی روی یخ اهل ایالات متحده آمریکا است.
وی همچنین برندهٔ جوایزی همچون جام استنلی و تالار افتخارات هاکی شده‌است.
از باشگاه‌هایی که در آن بازی کرده‌است می‌توان به فیلادلفیا فلایرز اشاره کرد.